# جامعة فورتسبورغ
Julius-Maximilians-Universität Würzburg جامعة فورتسبورغ، جامعة في مدينة فورتسبورغ الألمانية أُسِّسَت عام 1402.
التاريخ المجيد والأبحاث رفيعة المستوى: عاملان مترابطان في فورتسبورغ. حيث تعتبر الجامعة واحدة من أقدم خمس جامعات في ألمانيا. ومنها جاء أول حامل لجائزة نوبل في الفيزياء: فيلهلم كونراد رونتغن، وهو الذي «أضاء» جسم الإنسان (بالأشعة السينية).
بالإضافة إلى رونتغن عمل عدد من حملة جائزة نوبل في هذه الجامعة منهم يوهانس شتارك وكلاوس فون كليتسينغ.
ويتمتع 21000 طالبا وطالبة من بينهم حوالي 1400 من بلدان أخرى يدرسون في الجامعة بحرية الاختيار بين العديد من التخصصات التي تتيحها لهم 12 كلية ما بين علم اللاهوت الكاثوليكي والطب، ويبلغ عدد الأساتذة 281 أستاذاً.
تمتاز الجامعة بالمستوى العلمي الرفيع الذي يؤكده احتلالها مراكز متقدمة في مختلف التصنيفات مثل تصنيف «الجمعية الألمانية للأبحاث».
إدارة الجامعة المركزية، مكتب الطلبة الأجانب، وعدة معاهد بحوث تقع داخل منطقة ملاصقة للبلدة القديمة، في حين أن حرم الفنون الليبرالية الحديثة مع مكتبتها العصرية، تطل على المدينة من الشرق.

## الاسم
اسم الجامعة الرسمي هو جامعة يوليوس - ماكسيمليانس - فورتسبورغ، ولكن يشار عادة إليها باسم جامعة فورتسبورغ. وهذا الاسم مأخوذ من اسم أمير فورتسبورغ الأسقف يوليوس اشتر فون مسبلبرون الذي أعاد تأسيسها قبل 425 سنة، واسم الأمير إليكتور ماكسيمليان يوسيف الذي قام بعلمنتها في بداية القرن التاسع عشر.

## الحائزون على جائزة نوبل

### لأبحاث أجريت في الجامعة
- 1901 فيلهلم كونراد رونتغن (الفيزياء).
- 1902 إميل فيشر (الكيمياء).
- 1907 إدوارد بوخنر (الكيمياء).
- 1919 يوهانس شتارك (الفيزياء).
- 1922 فيلهلم فين (الفيزياء).
- 1935 هانس شبيمان (الطب).
- 1985 كلاوس فون كليتسنغ (الفيزياء).
- 1988 هارتموت ميشيل (الكيمياء).

### من تعاونت معهم الجامعة
- 1903 سفانت أرينيوس (الكيمياء).
- 1909 كارل فرديناند براون (الفيزياء).
- 1914 ماكس فون لاوي (الفيزياء).
- 1920 فالتر هيرمان نيرنست (الكيمياء).
- 1930 كارل لاندشتاينر (الطب).

## وصلات خارجية
- جامعة فورتسبورغ

## معرض الصور

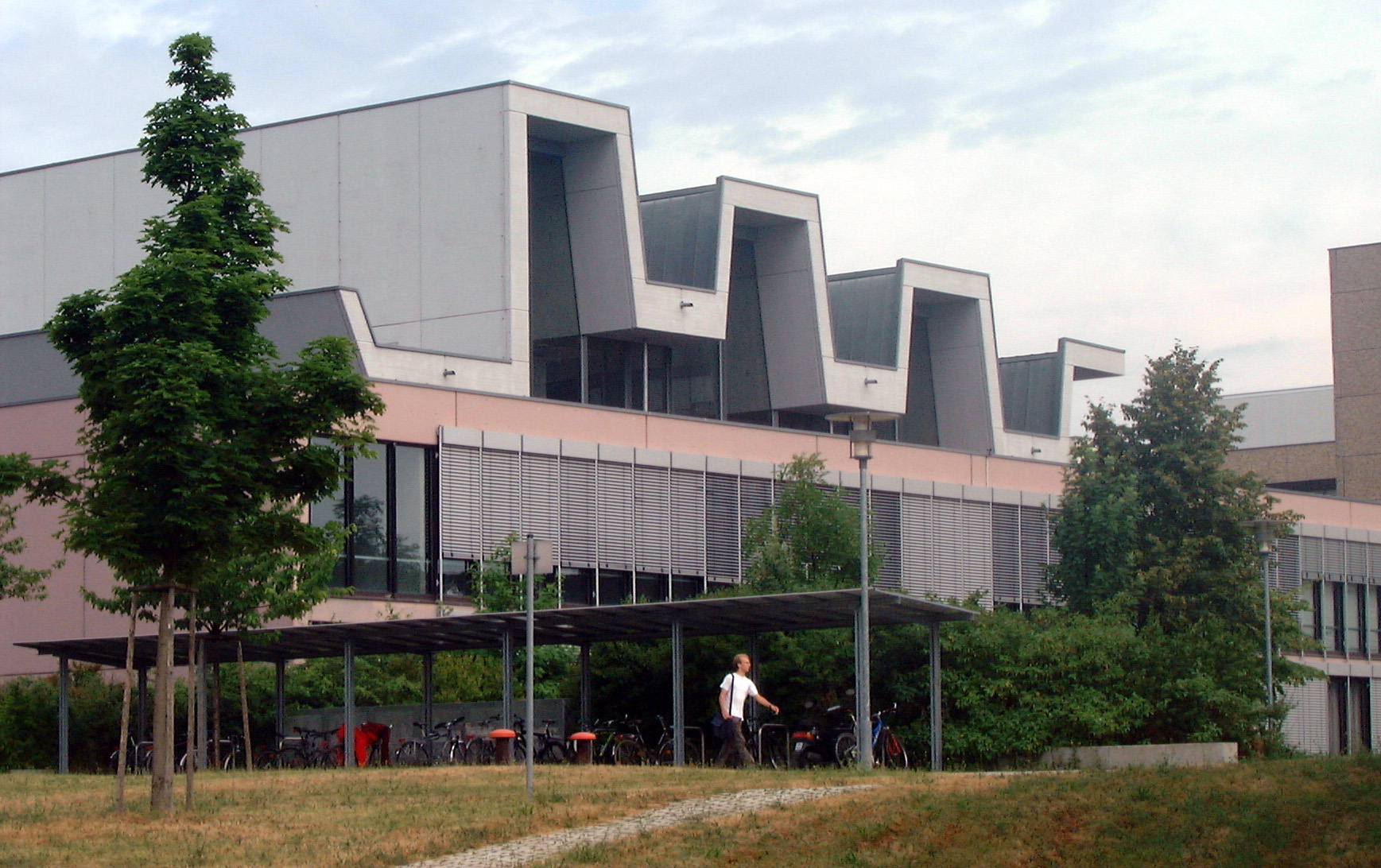
قاعة محاضرات العلوم الطبيعية
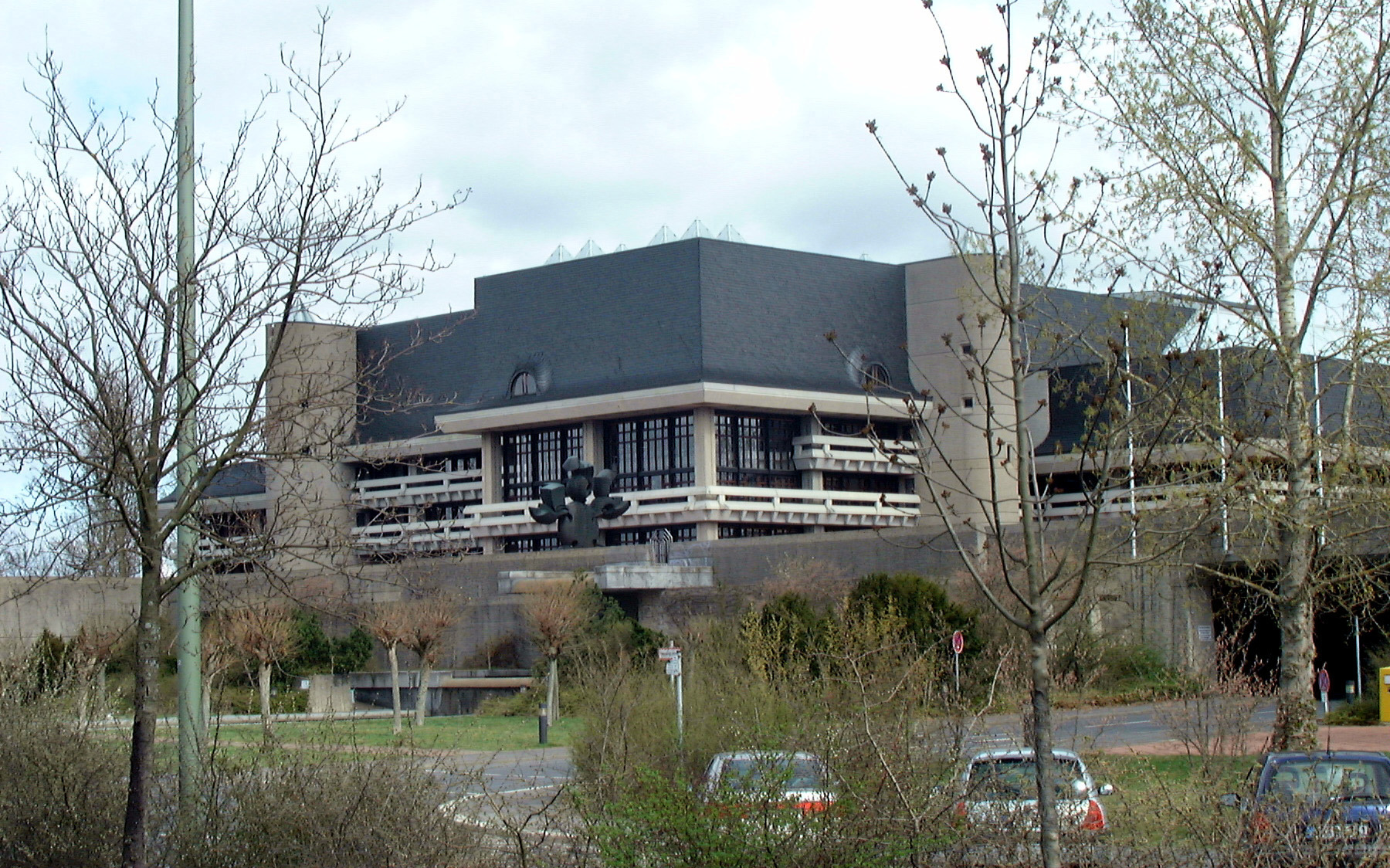
مكتبة الجامعة
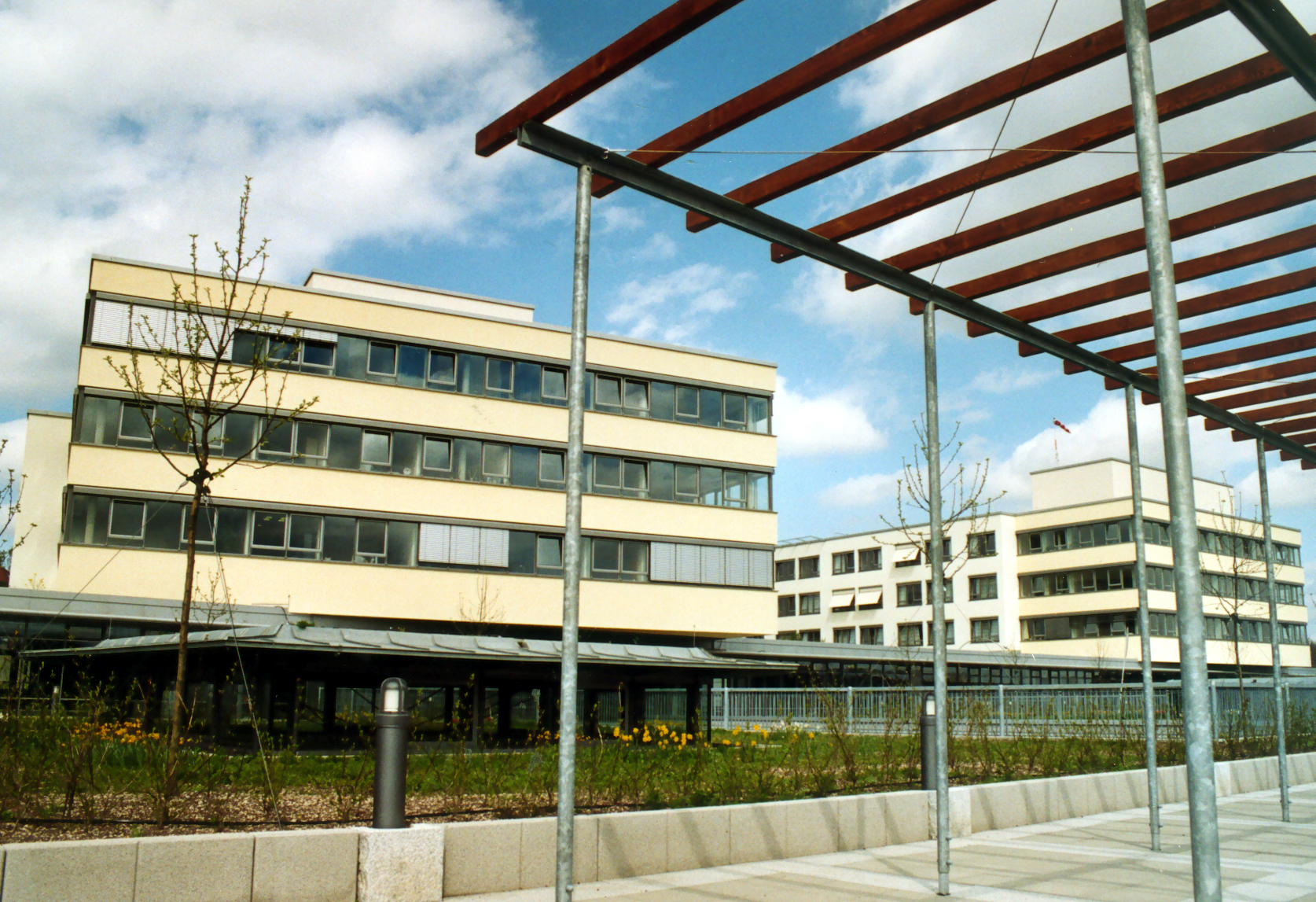
المركز الطبي للجراحة
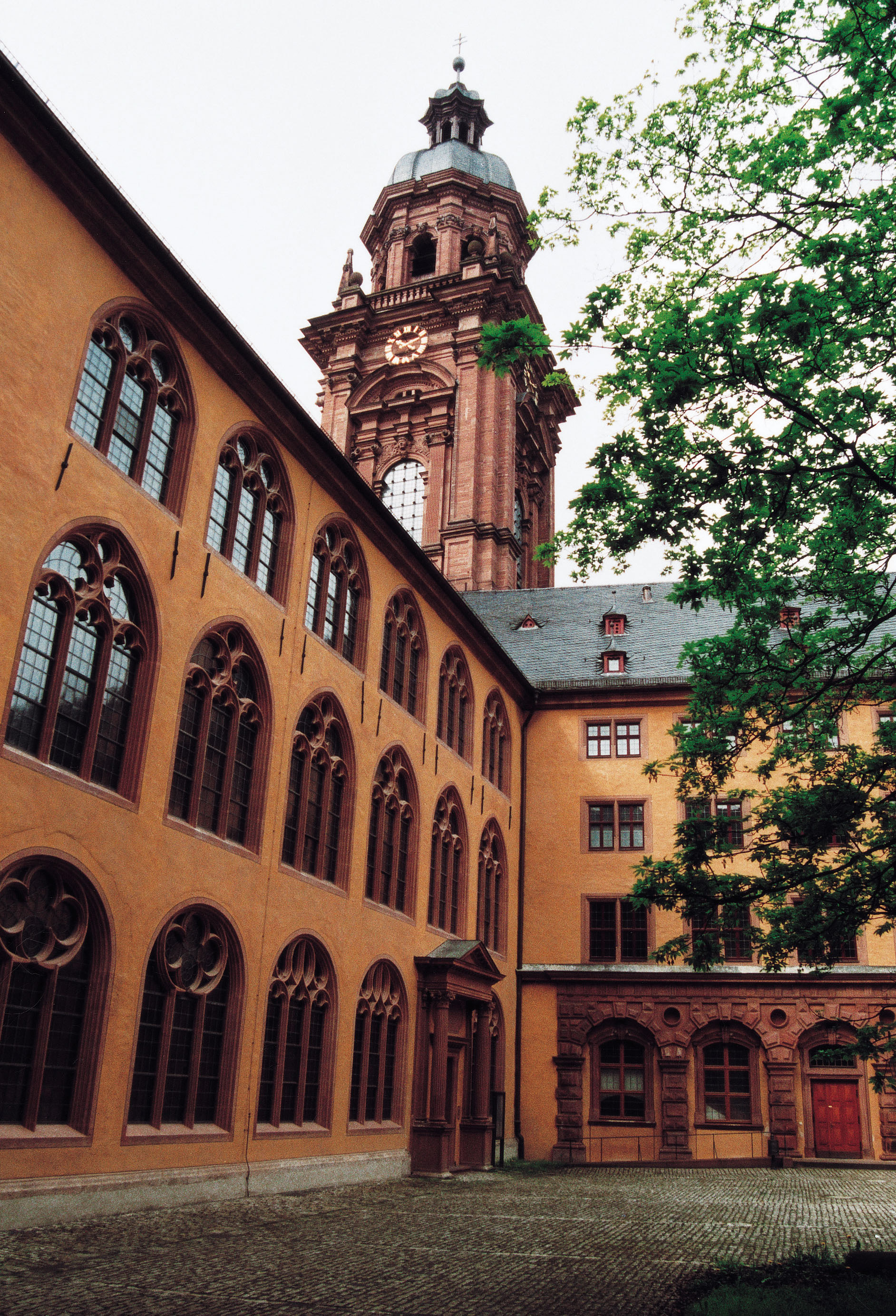
الجامعة القديمة
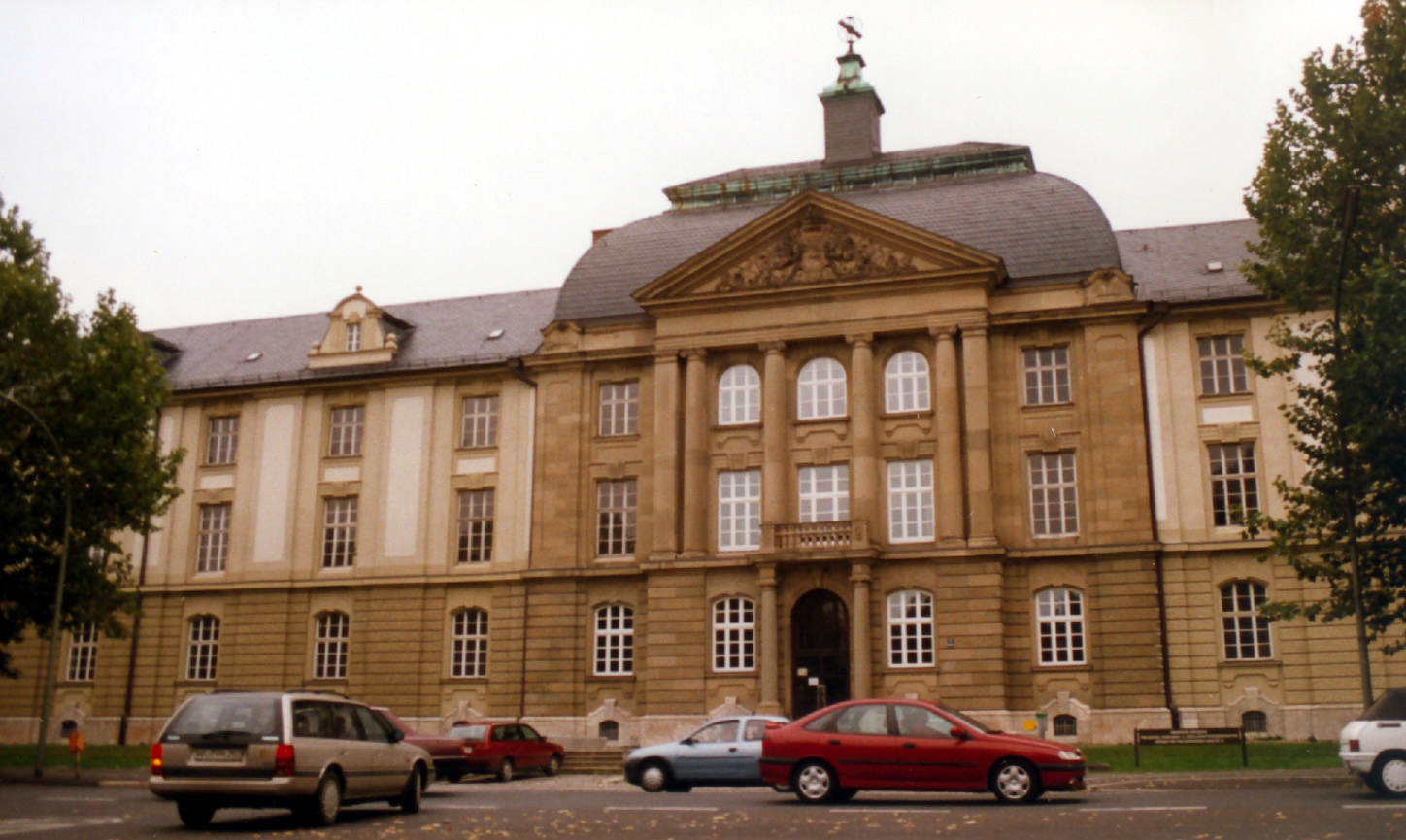
Building Wittelsbacherplatz
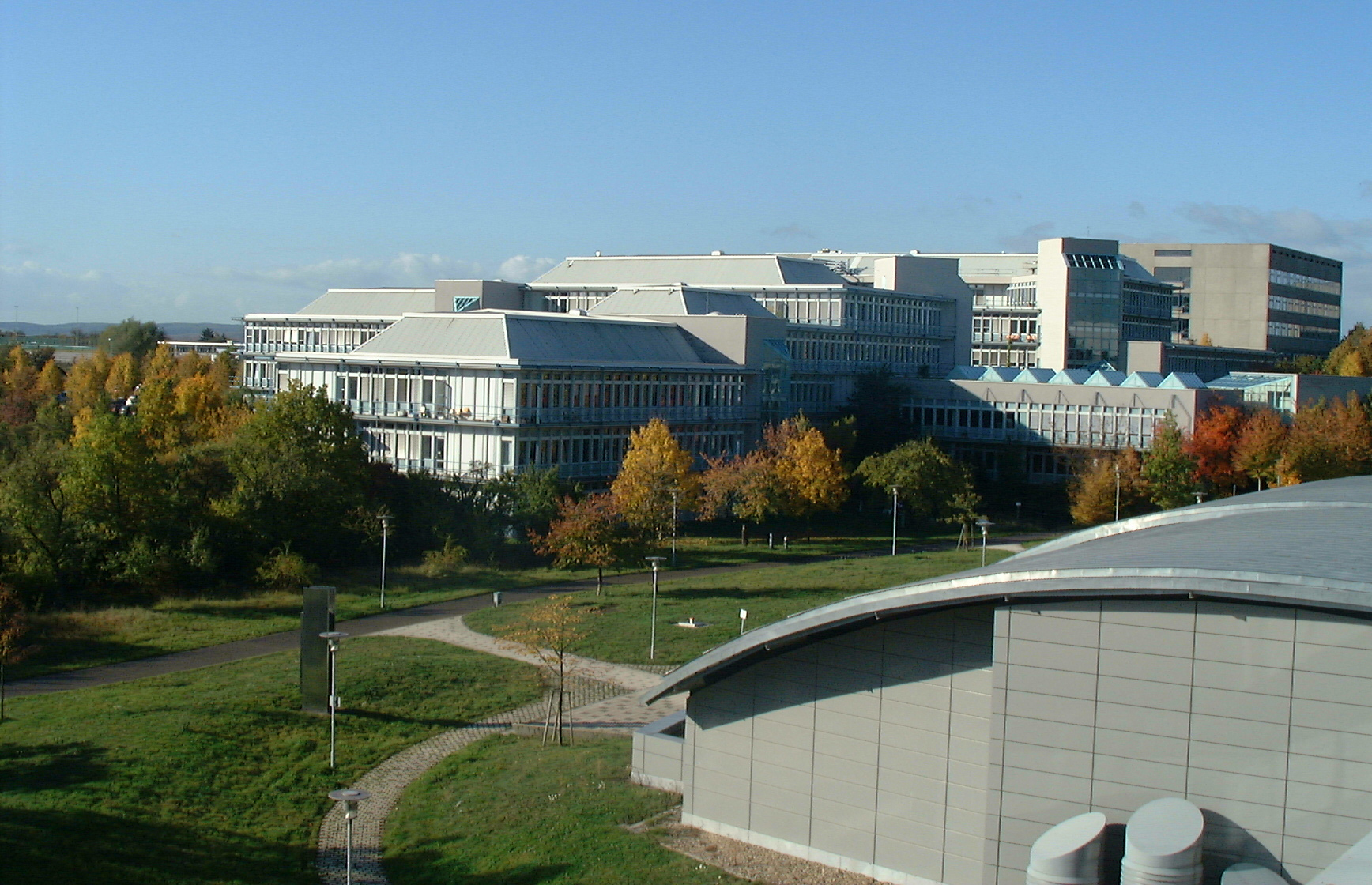
المركز الحيوي